# Бідинський Костянтин Йосипович
Костянтин Йосипович Бідинський (квітень 1896, місто Калуга, тепер Російська Федерація — розстріляний 3 березня 1939, місто Москва) — радянський партійний діяч, 1-й секретар Організаційного бюро ЦК ВКП(б) по Орловській області. Депутат Верховної Ради СРСР 1-го скликання (у 1937—1938 роках).

## Біографія
Народився в родині фельдфебеля російської царської армії. У 1913 році закінчив вище початкове чотирикласне училище в місті Калузі.
У червні 1913 — червні 1914 року — учень коректора друкарні Є. Архангельської в місті Калузі. У червні 1914 — серпні 1915 року — переписувач казенної палати в місті Петрограді.
З серпня 1915 року — в російській армії, учасник Першої світової війни. У серпні 1915 — серпні 1916 року — рядовий 3-го Нарвського піхотного полку. З серпня по грудень 1916 року — доброволець школи прапорщиків піхоти Західного фронту. У грудні 1916 — березні 1918 року — прапорщик, командир батальйону 544-го піхотного Себезького полку.
З березня 1918 року — в Червоній армії. У березні 1918 — березні 1919 року — завідувач відділу загального військового навчання Калузького губернського військового комісаріату. У березні 1919 — травні 1920 року — командир батальйону 324-го стрілецького полку РСЧА. У травні — вересні 1920 року — начальник господарської частини дивізійної школи 13-ї стрілецької дивізії РСЧА.
Член РКП(б) з липня 1920 року.
У вересні 1920 — липні 1922 року — командир 22-го Заволзького стрілецького полку РСЧА.
У липні — листопаді 1922 року — командир 1-го Читинського стрілецького полку Народно-революційної армії Далекосхідної республіки.
У листопаді 1922 — березні 1923 року — заступник начальника Харківської губернської робітничо-селянської міліції.
У березні 1923 — березні 1924 року — начальник Куп'янської повітової робітничо-селянської міліції Харківської губернії.
У березні 1924 — квітні 1925 року — завідувач організаційного відділу Куп'янського окружного комітету КП(б)У Харківської губернії.
У квітні 1925 — січні 1926 року — завідувач Чернігівського окружного відділу внутрішньої торгівлі.
У січні 1926 — червні 1928 року — голова правління міжокружного сільськогосподарського банку в місті Чернігові. У червні 1928 — грудні 1929 року — голова правління міжокружного сільськогосподарського банку в місті Вінниці.
У грудні 1929 — травні 1931 року — слухач Всесоюзної торгової академії імені Сталіна в Москві.
У травні 1931 — червні 1932 року — директор організаційно-інспекторського відділу правління Держбанку СРСР в Москві. У червні 1932 — березні 1933 року — заступник керуючого Московської обласної контори Держбанку СРСР.
У березні 1933 — січні 1935 року — начальник політичного відділу 1-ї Чернської машинно-тракторної станції Московської області.
У січні 1935 — червні 1937 року — член Президії, секретар виконавчого комітету Московської обласної ради.
23 червня — жовтень 1937 року — голова виконавчого комітету Західної обласної ради в місті Смоленську.
1 жовтня — листопад 1937 року — голова Організаційного комітету ВЦВК по Орловській області.
9 листопада 1937 — 21 квітня 1938 року — 1-й секретар Організаційного бюро ЦК ВКП(б) по Орловській області. Входив до складу особливих трійок по Західній і Орловській областях, створених за наказом НКВС СРСР від 30 липня 1937 року, брав активну участь у сталінських репресіях.
22 квітня 1938 року заарештований органами НКВС СРСР у Москві, 2 березня 1939 року Військова колегія Верховного Суду СРСР засудила Костянтина Бідинського до розстрілу. Розстріляний наступного дня.
4 лютого 1956 року Військовою колегією Верховного Суду СРСР Бідинський реабілітований посмертно. Рішенням КПК при ЦК КПРС від 13 березня 1956 року відновлений у партії.

## Нагороди
- орден Леніна (7.05.1934)
- орден Червоного Прапора РРФСР (1922)